# Северный Велебит
Северный Велебит (хорв.  Sjeverni Velebit ) — национальный парк в Хорватии, в северной Далмации.

## Общие сведения
Национальный парк Северный Велебит расположен в северной части горного массива Велебит и так же как и национальный парк Пакленица является частью обширного природного парка «Велебит». От Адриатического побережья парк отделяет несколько километров. В 20 километрах к северу от парка расположен город Сень, в 100 километрах к югу — Задар.
Северный Велебит — самый молодой из восьми национальных парков Хорватии, он основан в 1999 г.
Площадь национального парка — 109 км². Высочайшая вершина — гора Завижан (Zavižan) — 1676 м.

## Интересные места
- Гора Завижан — высочайший пик парка. На вершине горы расположена самая высокая метеорологическая станция в Хорватии.
- Карстовая пещера Лукина яма — входит в двадцатку самых глубоких пещер мира.
- Карстовые пики Хайдицки и Розански кукови — красивейшие скалы высотой около 200 метров.
- Маршрут Премужицева стаза. Маршрут по парку. Удобная дорога позволяет обойти наиболее интересные места парка
- Ботанический сад . В саду можно увидеть всё многообразие растительности массива Велебит.